# Romanisation du wu
La romanisation du wu s'inscrit dans le cadre général des méthodes de transcription phonétique des langues chinoises au moyen des caractères latins. Celles-ci se comptent par dizaines, depuis les premiers essais de Matteo Ricci au début du XVIIe siècle.
Depuis le 11 février 1958, où elle a reçu l'approbation de la cinquième session du premier Congrès du peuple, il existe une méthode standard de transcription du chinois en caractères latins, qui est le Hanyu pinyin, dont la base légale a été officialisée en 2001 par la Loi sur la langue nationale commune.
Le pinyin, en effet, est un outil destiné à travailler à la convergence du chinois vers une langue commune, le putonghua, en étant un système de romanisation du mandarin.
La question de la romanisation d'autres langues ou dialectes chinois n'est donc pas résolue, bien au contraire, par le recours au pinyin.
Ainsi, le wu, parlé dans une grande partie de la province du Zhejiang, la municipalité de Shanghai, le sud de la province du Jiangsu, ainsi que dans des petites parties des provinces de l'Anhui, du Jiangxi et du Fujian, par une population totale de près de 100 millions de locuteurs, n'a-t-il pas de transcription phonétique en caractères latins adaptée à ses particularités, d'autant que ces transcriptions spécifiques se heurtent à l'hostilité des autorités chinoises.
C'est pourquoi il existe aujourd'hui plusieurs systèmes de transcription du wu concurrents, plus ou moins populaires ou, au contraire, avortés, qui peuvent être centrés sur telle ou telle variante de wu, comme le shanghaïen. Cette prolifération anarchique provient de l'absence de soutien des autorités d'une part, de l'importance des enjeux de l'autre : défense de la langue, mais aussi codage informatique des sinogrammes à partir de la transcription phonétique que constitue la romanisation.

## Problématique de la transcription phonétique du wu

### Particularités phonétiques du wu par rapport au mandarin
Les consonnes

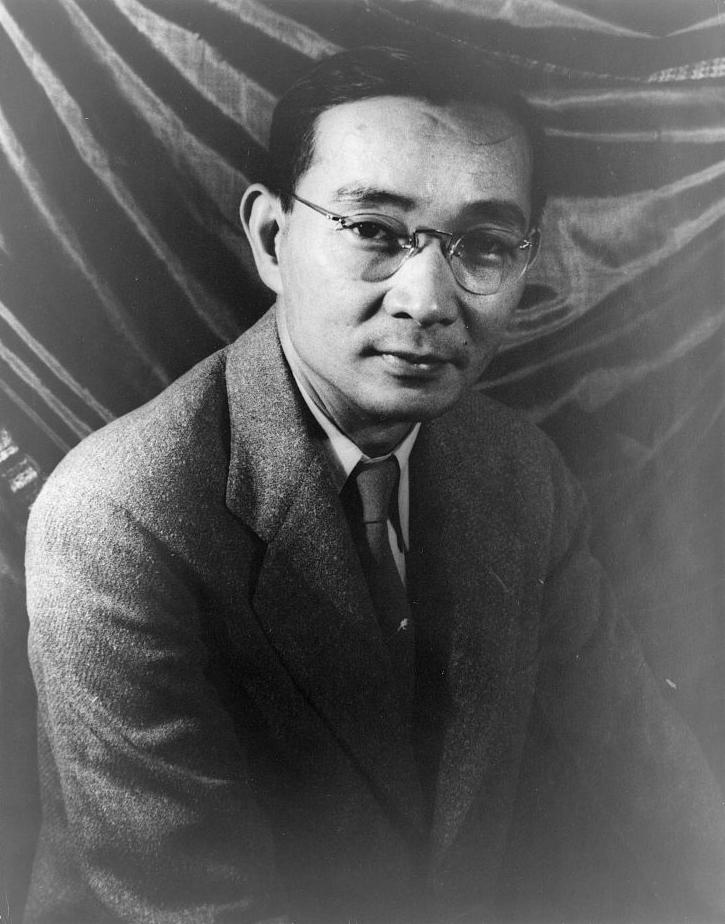
Lin Yutang, un pionnier de la romanisation des tons du chinois.

Le wu est une langue chinoise qui possède des consonnes voisées comme d, g, b, etc. (le cantonais et le mandarin n'en ont pas).
Les tons
Le pinyin, conçu pour le mandarin dans l'optique d'une convergence vers le putonghua, n'est pas du tout adapté aux langues wu, ne serait-ce qu'à cause de la question des tons : le mandarin a 4 tons + le ton neutre, les langues wu en ont (ou en ont eu) jusqu'à 8, le shanghaïen en a 5. De plus, ce ne sont pas les mêmes qu'en mandarin.
D'autre part, le wu exécute couramment des liaisons tonales entre les mots. La règle de base en est que les tons syllabiques sont changés pour que la phrase soit facile à prononcer. C'est pour cela qu'il est parfois dit que le wu n'est pas réellement une langue tonale (par rapport aux autres langues chinoises dont les tons doivent être soigneusement prononcés sous peine d'inintelligibilité).

### Les différents dialectes wu
Les dialectes nord et sud du wu ne sont pas mutuellement intelligibles. Le wu est divisé en six groupes de dialectes :
- le taihu (太湖片), parlé dans une grande partie du sud du Jiangsu du nord du Zhejiang, en incluant Shanghai, Suzhou, Changzhou, Hangzhou, Ningbo, Shaoxing, etc.,
- le taizhou (台州片), parlé dans et autour de Taizhou, dans le Zhejiang ;
- le oujiang (瓯江片 / 甌江片) / Dong'ou (东瓯片 / 東甌片):, parlé dans et autour de Wenzhou, dans le Zhejiang ;
- le wuzhou (婺州片), parlé dans et autour de Jinhua, dans le Zhejiang ;
- le chu qu (处衢片 / 處衢片), parlé dans et autour de Lishui et de Quzhou, dans le Zhejiang ;
- le xuanzhou (宣州片), parlé dans et autour de Xuancheng, dans l'Anhui.

À l'intérieur même d'une zone dialectale, les différents locuteurs vont se comprendre, mais les prononciations peuvent être parfois assez différentes. Ainsi, la prononciation du taihu d'un habitant de Ningbo pourra-t-elle provoquer l'hilarité de quelqu'un de Shanghai.

## Enjeux de la romanisation du wu

### Défense du wu en tant que langue distincte
La problématique ici semble être double :
- d'une part, obtenir pour la langue wu une romanisation adaptée à ses particularités phonétiques ;
- d'autre part, s'efforcer de fédérer et de rassembler autant de locuteurs du wu que possible autour d'une méthode wu unique.

### Codage informatique
Un rôle essentiel de la romanisation des langues en général est de permettre, à partir de la saisie en informatique de la prononciation ainsi romanisée, d'obtenir les sinogrammes correspondants.
En réalité, compte tenu de la multiplicité du nombre de sinogrammes possibles à partir d'une même romanisation (même en tenant compte des tons), l'informatique propose en fait les différents sinogrammes possibles correspondant à la prononciation ainsi saisie.

### Position du gouvernement face aux transcriptions du wu
Ayant pour politique la convergence à terme des différentes langues chinoises vers une langue nationale commune, le putonghua, les autorités chinoises voient d'un mauvais œil toute tentative d'utiliser autre chose que le pinyin pour transcrire phonétiquement les langues wu, et ceci, bien qu'il n'y soit pas adapté.
Ainsi, les sites étrangers proposant sur internet des méthodes de romanisation sont-ils habituellement bloqués en Chine. Ceux qui existent en Chine sont étroitement encadrés et contrôlés, et peuvent être fermés à tout moment.

## Les différentes méthodes de romanisation du wu
Du fait de l'absence de toute ligne directrice officielle en dehors du pinyin, voire de l'hostilité des autorités vis-à-vis de toute romanisation propre au wu, les romanisations du wu se sont développées de façon anarchique, non coordonnée et même concurrente, chacune s'efforçant de faire prévaloir son point de vue en soulignant les insuffisances des autres systèmes.
La situation est rendue plus complexe par le nombre de formes dialectales diverses présenté par la langue wu, par la nécessité de prendre en compte les problèmes de codage informatique, et également par les connaissances déjà existantes dans la population, qu'il s'agisse du pinyin, ou de l'anglais et de sa prononciation, ou du français et de sa prononciation (ce dernier cas est celui du fawu).

### Romanisation du shanghaïen
Rien que pour le shanghaïen, il existe une douzaine de méthodes de romanisation différentes, parmi lesquelles on compte :
- Romanisation du shanghaïen dite Fawu (« façon française ») ; prend en compte les spécificités phonétiques du shanghaïen, et permet l'encodage informatique à partir du shanghaïen.
- Romanisations du shanghaïen sur la base du pinyin : la plus répandue est celle mise au point par Qiang Nairong.

### Autres méthodes[3]
- Méthode des missionnaires français, réalisée par le Père Josephe de Lapparence[4], notamment adoptée par le Père A. Bourgeois un missionnaire français pour ses nombreux travaux, se base sur l'orthographe français, emploie ' pour indiquer l'aspiration, eû pour /œ/, ang, ong pour /ã/, /õ/.
- Méthode d'Edkins, réalisée par Joseph Edkins un missionnaire anglais, emploie ' pour indiquer l'aspiration, ‹ eu › pour /œ/ et ‹ oe › pour /ø/, -h pour les voyelles courtes, -ng pour les voyelles nasales. Les missionnaires anglais et américains ont réalisée plusieurs romanisations du shanghaïen, mais cela est plus connue, grâce aux données importantes de Monsieur Edkins.
- Latinxua Sin Wenz du wu（江南话拉丁化新文字，江南拉), réalisée par Qu Qiubai, se base sur le Latinxua Sin Wenz.
- Méthode du professeur Zhao Yuanren 赵元任, réalisée par Zhao Yuanren, se base sur le Gwoyeu Romatzyh.
- Méthode du professeur Ruan Henghui 阮恒辉, se base sur le pinyin.
- Méthode du professeur Tang Zhixiang 汤志祥[5], très spécifique, car elle fait appel simultanément à l'anglais, à l'IPA et au pinyin.
- Méthode du professeur Zhu Xiaonong 朱晓农, comme cela du Pr Tang, mélange l'orthographe anglaise, le pinyin et l'API.

## Méthodefawude romanisation du shanghaïen
(mai 2010).
Parlé par environ 15 millions de personnes, le shanghaïen est un des « dialectes » wu les plus importants, car, avec le développement de la ville, il a pris le pas sur le wu parlé à Suzhou, autrefois le dialecte wu le plus notoire.
Sa romanisation, en chinois 吳語拉丁式注音法, est connue du public sous le nom de fawu, « la façon française », parce qu'il a emprunté des orthographes françaises qui sont plus adaptées.
Ce système est ouvert à tout le monde (la déclaration c.f.《上海吴语手册》）.

### Présentation
Bien qu'aux yeux du gouvernement chinois, le shanghaïen ne soit qu'un dialecte chinois, la phonétique du shanghaïen et celle du mandarin parlé à Pékin (le chinois standard) sont essentiellement différentes.
Un tiers de consonnes initiales (声母, shangmu), telles les consonnes sonores, un tiers de rimes (韵母 yunmu) c'est-à-dire des voyelles avec ou sans consonne finale, ainsi que les voyelles finies par les occlusives (/ʔ/) et /ø/ (eux en français) du shanghaïen ne sont pas employées par le mandarin. Globalement, la moitié des syllabes shanghaïennes n'ont pas de correspondance en mandarin. La romanisation du mandarin ne peut pas indiquer la prononciation du shanghaïen.
L'étude du Shanghaïen n'existe pas, car le wu chinois n'a pas obtenu le statut de langue en Chine. Les participants d'un mouvement protecteur du shanghaïen se sont rendu compte qu'une romanisation du shanghaïen est indispensable. Le rôle de cette romanisation est essentiellement de faciliter l'enseignement du shanghaïen, et de coder les caractères chinois selon les prononciations shanghaïennes pour écrire le wu chinois dans l'ordinateur, éventuellement pour transcrire le shanghaïen en langue occidentale, qui permette de montrer une existence de cette langue dans le monde extérieur.
Le dialecte shanghaïen ABC (上海闲话abc) initiateur du mouvement protecteur des dialectes chinois est également la seule personne mentionnée par le ministère d'éducation comme un opposant vis-à-vis de la politique linguistique en 2005, a lancé un projet de romanisation du shanghaïen en 2001, après quelques petites modifications « la méthode phonétique latine de shanghaïen » définitivement formée en 2003.
Pour faciliter l'enseignement, le premier dictionnaire de shanghaïen sur Internet emploie cette romanisation.
En 2003, la première méthode d'encodage du chinois sur ordinateur du shanghaïen est réalisée sur la base du Fawu « La méthode phonétique latine de shanghaïen » par M. ZXC, un partisan. Ce logiciel a gagné sa popularité.

### Prononciations des initiales
| Romanisation Shanghaien' | Exemples       | IPA        | Explication |
| ------------------------ | -------------- | ---------- | --- |
| b                        | 跑步bobû       | [b]        | b, comme bible |
| p                        | 宝贝pôpê       | [p]        | p non aspiré, comme papier. |
| ph                       | 乒乓phinphan   | [pʰ]       | p aspiré, comme prope. |
| v                        | 文物venveq     | [v]        | comme en français. |
| f                        | 方法fanfaq     | [f]        | comme en français. |
| vh                       | 朆vhen         | [ʔʋ]       | la consonnes spirantes (approximantes) et assourdie de V. un seul mot. |
| m                        | 眉毛mimo       | [m]        | comme en français. |
| mh                       | 猫咪mhomhi     | [ʔm]       | la dévoisée d' m |
| d                        | 电台dîde       | [d̪]        | d, comme en français. |
| t                        | 搭档taqtân     | [t̪]        | t non aspiré, comme tatar. |
| th                       | 探讨theûthô    | [t̪ʰ]       | t aspiré, comme thrombose. |
| l                        | 轮流lenlioe    | [l]        | comme en français. |
| lh                       | 拎lhin         | [ʔl]       | la dévoisée d' l |
| n                        | 农奴nonnu      | [n̪]        | comme en français. |
| nh                       | 囡囡nheu'nheu  | [ʔn̪]       | la dévoisée d' n |
| g                        | 戆gân          | [g]        | comme gargouille. |
| k                        | 尴尬kekâ       | [k]        | k non aspiré, comme kaki. |
| kh                       | 慷慨khânkhê    | [kʰ]       | K aspiré. |
| h                        | 好汉hôheû      | [h]        | h est aspiré comme en anglais ou en allemand.. |
| r                        | 闲话reraû      | [ɦ]        | R est la consonne sonore de h, elle ressemble au R français, mais en plus glottale. |
| rh                       | 嗨rhe          | [ʔɦ]       | assourdie de la [ɦ] |
| ng                       | 额外ngaqngâ    | [ŋ]        | ng(Ŋ), égale «ng» en vietnamien, est une n vélaire. |
| nk                       | 吘kn           | [ʔŋ]       | la dévoisée de ng. |
| dj                       | 棋局djidjioq   | [dʒ]       | comme en français. |
| c                        | 坚决ciciuq     | [tʃ]       | tch non aspiré, comme ciao, une façon italienne. |
| ch                       | 氢气chinchî    | [tʃʰ]      | tch aspiré, comme match. |
| x                        | 兴许xinxiû     | [ʃ]        | comme x en Mandarin et Portugais, ch en français et sh en anglais. |
| j                        | 团音“谢谢”jâjâ | [ʒ]        | comme j français. Par contre, dans les syllabes non accentuées, « j » est souvent converti comme « j » en allemand et y en français.. |
| gn                       | 牛肉gnioegnioq | [ɲ]        | comme gn en français. |
| kn                       | 孃孃knianknian | [ʔɲ]       | la dévoisée de gn |
| dz                       | 旧读“茶”       | [dz]       | comme en français. |
| tz                       | 周转tzoetzeu   | [ts]       | tz non aspiré, comme Yangtzé, Shih tzu. |
| ts                       | 猜测tsetseq    | [tsʰ]      | ts aspiré. |
| z                        | 时常zyzan      | [z]        | comme en français. |
| s                        | 山水sesŷ       | [s]        | comme système, est toujours sourd, jamais comme z. |
| zh                       |                | [ʔz]       | la consonnes spirantes (approximantes) et assourdie de z. il existe seulement dans le dialecte. |
| w                        | 黄河wanwu      | [w]        | comme en français, mais bien sonore, contre u (ou) qui est bien assourdie. |
| y                        | 洋油yanyoe     | [j] ou [ɥ] | comme en français, mais bien sonore, contre i qui est bien assourdie. (sauf y si elle suit s et z), |
| '                        | 鸳鸯ieu'ian    | [ʔ]        | «'» est utilisé pour séparer deux syllabes devant les syllabes sans consonne initiale et certains connsonnes initiale. Exemple : don'i (d'accord) se prononce don+i, pas do+ni. lô'ngâ (étranger) se prononce lô+ ngâ, pas lôngâ = lôn+gâ. |

### Prononciations des finales
| Romanisation Shanghaien' | Exemples        | IPA         | Explication |
| ------------------------ | --------------- | ----------- | --- |
| a                        | 大家dâka        | [ɑ]         | comme en français. |
| o                        | 操劳tsolo       | [ɔ]         | o est toujours ouvert (comme «o» dans colle), |
| e                        | 再会tzewe       | [ɛ]         | e est è ouvert, (sauf e dans les syllabes fermées). |
| i                        | 飞机fici        | [i]         | comme en français. |
| u                        | 糊涂wudu        | [ɯ]         | u se prononce principalement comme ou en français, sauf s'il suit i, y, j, dj, ch, x, alors il se prononce comme u en français. |
| iu(ü)                    | 须臾siuyu       | [y]         | ü(iu et yu) égale u français, normalement nous utilisons iu à la place. Dans le cas où iu suit : j(dj), x, ch, gn, y nous utilisons le u simple, car en shanghaïen : djou, jou, gnou, xou(chou), chou(tchou), you n'existent pas.                                      |
| eu                       | 转换tzeuweû     | [ø]         | comme «eu» dans "bleu" "banlieue". |
| oe                       | 欧州oetzoe      | [ɘ⁻]ou [ɤ⁺] | oe, ressemble œ française dans œil, œuf, mais se prononce du fond de la gorge. C'est une voyelle entre [ɘ⁻] et [ɤ⁺]. |
| -y                       | 支持 tzy(d)zy   | [z̩], [ɿ]    | -y est utilisé comme voyelle uniquement quand il suit : S ou Z (tz, ts, dz inclus), cela équivaut à «si» en mandarin, «su» en japonais, et ressemble un peu à l'y en polonais, ı en turc, ы en russe. La voyelle -y est presque silencieuse ou ressemble à Z répétée.. |
| au / oo                  | 麻花 mauhau     | [ʊ] ou [o]  | comme au, dans aurore, totaux. |
| -n                       | Final consonant | [~] ou [ɲ]  | comme -n en français. |
| -q                       | Final consonant | [ʔ]         | -q est un k glottal, ressemble aux q arabe, hébreu et mongol. Il indique les voyelles brèves anglaises. |
| -l                       | Final consonant | [ɫ]         | l vélaire. |
| an                       | 帮忙panman      | [ɑ̃]         | comme an en français. |
| on                       | 共同gôndon      | [ǫ̃]         | comme on en français. |
| en                       | 根本kenpên      | [əɲ]        | ressemble un, mais plus fermé, ou comme en dans volkswagen en allemand. |
| in                       | 辛勤sindjin     | [iɪɲ]       | comme in dans tchintchin. |
| iun(ün)                  | 均匀ciunyun     | [yʏɲ]       | ou yun, comme ü + in. |
| aq                       | 邋遢laqthaq     | [Aʔ]        | Aq est a brève, ressemble cut, but en anglais. |
| oq                       | 龌龊oqtsoq      | [ǫʔ]        | Oq est o brève, entre o in book et hot en anglais. |
| eq                       | 合适reqseq      | [əʔ]        | Eq est la voyelle brève de E muet. |
| iq                       | 吃力chiqliq     | [iɪʔ]       | Iq est i brève, comme bit en anglais. |
| iuq(üq)                  | 缺血chiuqxiuq   | [yʏʔ]       | ou yuq, ü + iq, est la voyelle brève de U français. |
| el                       | 而êl            | [əɫ]        | un e muet /ə/ + l vélaire. |

### Tons
| Ton    | Marque tonale Lettre ajoutée après la voyelle à la place d'une marque tonale | Condition des consonne et voyelle | Exemple d'une marque tonale | Exemple d'une lettre qui indique le ton | IPA   |
| ------ | ---------------------------------------------------------------------------- | --------------------------------- | --------------------------- | --------------------------------------- | ----- |
| inbin  | (aucune)                                                                     | consonne sourde et voyelle longue | i                           | i                                       | i⁵¹   |
| inchî  | ^ –h (ou –r)                                                                 | consonne sourde et voyelle longue | î                           | ih (ir)                                 | i³⁴   |
| inzeq  | –q (ou ?) –q                                                                 | consonne sourde et voyelle courte | iq(ỉ)                       | iq                                      | iɪʔ⁵  |
| yanbin | (aucune) (aucune)                                                            | consonne sonore et voyelle longue | yi                          | yi                                      | ji¹³  |
| yanchi | ^ –h (ou –r)                                                                 | consonne sonore et voyelle longue | yî                          | yih (yir)                               | ji¹³  |
| yanzeq | –q (ou ?) –q                                                                 | consonne sonore et voyelle courte | yiq (yỉ)                    | yiq                                     | jiɪʔ² |

Exemples :
- inbin : mhen 闷 /ʔməɲ⁵³/
- inchî : mhehn 猛 /ʔməɲ³⁴/
- yanbin : men 门 /məɲ¹³/
- yanchî : mehn 问 /məɲ¹³/

### Sandhitonal
Comme la plupart des dialectes du Wu, le shanghaïen possède deux types de sandhi tonal :
- 1, le sandhi répandu ou serré (广用式连读):

On enchaîne les syllabes dans ordre. Au cas où il y aurait confusion, on utilise l'apostrophe ’ pour séparer deux syllabes. Comme, kâ'nga = kâ+nga (界外: le sol en dehors des limites du terrain) Vs Kanga = kan+ga钢锯 (scie en acier) ; xiô'nheu = xiô+nheu (小囡 bébé)，Vs xiônheu=xiôn+heu (凶汉homme méchant)。
C'est un sandhi plus utilisé, les relations entre deux syllabes sont plus serrées.
Dans le sandhi serré, sauf la première syllabe, les tons des autres ne sont plus remarqués, donc, il n'est plus nécessaire de marquer le ton.
Comme 高兴(content) koxîn⁵⁵ ³¹ égal高薪(haut salaire) koxin⁵⁵ ³¹, mais 兴xîn³⁴ et 薪xin⁵³ n'ont pas le même ton.
- 2, le Sandhi atypique ou large (窄用式连读) :

On l'indique par le tiret -.
C'est un sandhi moins utilisé, les relations entre deux syllabes sont plus larges. Ce sandhi est employé pour les syntagmes verbe-objet, sujet-prédicat, verbe-complément, adverbe-verbe, sujet-sujet etc.
La syllabe suivie d'un tiret -, garde son ton, mais celui précédent perd son ton.
Un mot construit par un sandhi large peut différencier celui construit par un sandhi serré.
Comme :  炒面 tsômî³³ ⁴⁴(nouilles sautées), 炒面 tsô-mî⁴⁴ ¹³(sauter des nouilles).
- 3, Un mot peut être construit par plusieurs sandhis différents.

Comme le mot « chinthi-baqzeq » (青天白日 le ciel bleu et le soleil blanc) comprend deux sandhis serrés (dont chinthi et baqzeq) et un sandhi large (entre *thi et baq*).

### Rythme tonal
En Shanghaien, dans un mot qui est construit par plusieurs syllabes, principalement que le ton de la première syllabe compte, les suites suivent la première, sauf si les syllabes sont séparées par le tiret « - ». La syllabe qui suit le tiret « – » relance un nouveau rythme.
le groupe rythmique tonal voir la liste ci-dessous :
- le rythme du Sandhi répandu:

| le ton original de la 1re syllabe | 2 syllabes | 3 syllabes   | 4 syllabes        | 5 syllabes             |
| --------------------------------- | ---------- | ------------ | ----------------- | ---------------------- |
| 52 inbin                          | 55 - 21    | 55 - 22 - 21 | 55 - 22 - 22 - 21 | 55 - 22 - 22 - 22 - 21 |
| 52 inbin                          | H - B      | H - B - B    | H - B - B - B     | H - B - B - B - B      |
| 34 inchi                          | 33 - 44    | 33 - 55 - 21 | 33 - 55 - 22 - 21 | 33 - 55 - 22 - 22 - 21 |
| 34 inchi                          | B - H      | B - H - B    | B - H - B - B     | B - H - B - B - B      |
| 13 yanbin & yanchi                | 22 - 44    | 22 - 55 - 21 | 22 - 55 - 22 - 21 | 22 - 55 - 22 - 22 - 21 |
| 13 yanbin & yanchi                | B - H      | B - H - B    | B - H - B - B     | B - H - B - B - B      |
| 5 inzeq                           | 3 - 44     | 3 - 55 - 21  | 3 - 55 - 22 - 21  | 3 - 55 - 22 - 22 - 21  |
| 5 inzeq                           | B - H      | B - H - B    | B - H - B - B     | B - H - B - B - B      |
| 2 yanzeq                          | 2 - 34     | 2 - 22 - 34  | 2 - 22 - 22 - 34  | 2 - 22 - 22 - 22 - 34  |
| 2 yanzeq                          | B - H      | B - B - H    | B - B - B - H     | B - B - B - B - H      |

note : H = ton plutôt haut; B = ton plutôt bas.
- le rythme du Sandhi atypique:

| Le ton de la syllabe suivie par le tiret   | consonne sourdes et voyelle longue | consonne sonore et voyelle longue | consonne sourde et voyelle courte | consonne sonore et voyelle courte |
| ------------------------------------------ | ---------------------------------- | --------------------------------- | --------------------------------- | --------------------------------- |
| un sandhi construit par une syllabe        | 44                                 | 33                                | 4                                 | 2                                 |
| Un sandhi construit par plusieurs syllabes | 33                                 | 33                                | 3                                 | 3                                 |

Un sandhi construit par plusieurs syllabes est suivi par le tiret, uniquement le ton de sa dernière syllabe sera modifié, tous les autres gardent leur ton d’un rythme d’un sandhi serré.
Comme : le ton de 黄浦区人(habitant de l’arrondissement Huangpu) Wanphuchiu-gnin : 22 55 33-13 compare celui de 黄浦区 (l’arrondissement Huangpu) Wanphuchiu : 22 55 21.

### Mots et phrases courants en shanghaien
| traduction              | méthode Fawu             | en sinogrammes       | API                            |  |
| ----------------------- | ------------------------ | -------------------- | ------------------------------ |  |
| langue shanghaienne :   | Zânhererau               | 上海闲话 ou 上海言话 | zɑ̃'hɛɦɛɦʊ                      |  |
| habitant shanghaien :   | Zânhegnin                | 上海人               | [zɑ̃hɛ'ɲiɲ]                     |  |
| bonjour:                | nón hô                   | 侬好                 | nǫ̃ hɔ                          |  |
| au revoir:              | tzewe                    | 再会                 | tsɛwɛ                          |  |
| s'il te plaît:          | tsîn / chin              | 请                   | ʦʰiɲ³⁴ ou tʃʰiɲ³⁴              |  |
| merci:                  | jâja / ziazia            | 谢谢                 | ʒaʒ(j)a ou ziazia              |  |
| désolé:                 | têveqchi                 | 对勿起               | tɛvəʔtʃʰi                      |  |
| moi                     | ngû                      | 我                   | [ŋu]                           |  |
| nous                    | aqlaq                    | 阿拉                 | [Aʔ.lAʔ]                       |  |
| il /elle                | yi                       | 伊                   | [ji]                           |  |
| ils, elles              | yilaq                    | 伊拉                 | [ji.la]                        |  |
| tu, vous                | non                      | 侬                   | [nǫ̃]                           |  |
| vous (pluriel)          | na                       | 乃 ou 㑚             | [na]                           |  |
| celui-ci:               | êtzaq                    | 哎只                 | ɛtsAʔ                          |  |
| là:                     | êtaq                     | 哎垯                 | ɛtAʔ                           |  |
| là bas:                 | êmitaq                   | 哎面垯               | ɛmitAʔ                         |  |
| ici:                    | géqtaq                   | 箇垯                 | gəʔtAʔ                         |  |
| où:                     | râlitaq, sâdifan         | 嚡里垯, 啥地方       | ɦɑlitAʔ, sɑdifɑ̃                |  |
| lequel/laquelle:        | râlitzaq                 | 嚡里只               | ɦɑliʦAʔ                        |  |
| quoi:                   | sâ                       | 啥                   | sɑ                             |  |
| qui:                    | sâgnin                   | 啥人                 | sɑɲiɲ                          |  |
| quand:                  | sâzenkuan                | 啥辰光               | sazəɲkuɑ̃                       |  |
| comment:                | nânen / nâna / nânenka   | 哪能 / 哪哪 / 哪能介 | [nanəɲ] ou [nana] ou [nanəɲka] |  |
| combien?:               | Cîdi?                    | 几钿                 | tʃidi                          |  |
| oui:                    | zŷreq                    | 是个                 | zɿɦəʔ                          |  |
| ouais:                  | ê                        | 唉                   | ɛ                              |  |
| non:                    | véqzy / mmeq / vio       | 勿是 / 呒没 / 覅     | [vəʔzɿ] ou [m̩məʔ], [viɔ]       |  |
| chez soi:               | Óqlixian                 | 屋里向               | oʔɺiʃɑ̃                         |  |
| Où sont les toilettes?: | Tsŷsuke leqla ralitaq?   | 厕所间垃啦嚡里垯？   | tsʰɿsɯkɛ ɺɐʔɺɐ ɦa̤ɺitɐʔ         |  |
| Je ne sais pas:         | Ngû veqxiôteq.           | 我勿晓得。           | ŋɯ vəʔʃiɔtəʔ                   |  |
| français:               | faqven                   | 法文                 | fAʔvəɲ                         |  |
| anglais:                | Ínven                    | 英文                 | ˈiɲvəɲ                         |  |
| Parlez-vous français?:  | Nón Faqven wêteq kân vá? | 侬法文会得讲否       | nɔ̃ fAʔvən wɛtəʔ kɑ̃va           |  |
| Je t'aime:              | Ngû ê nón.               | 我爱侬。             | ŋɯ ɛː nɔ̃                       |  |
| Je t'adore:             | Ngû chiqsaq nón.         | 我吃煞侬。           | ŋɯ̤ tʃʰiɪʔsAʔ nɔ̃                |  |
| moi aussi:              | Ngû razy.                | 我也是。             | ŋɯ ɦɑzɿ                        |  |
| Je t'aime beaucoup:     | Ngû lô hueúxi nón req!   | 我牢欢喜侬个!        | ŋɯ ɺɔː ˈhɯøʃi nɔ̃ ɦəʔ           |  |
| nouvelles               | sinven                   | 新闻                 | [ʃɪɲ.vəɲ]                      |  |
| est mort                | sîtheqleq / xîtheqleq    | 死脱了               | [si.tʰəʔ.ləʔ] / [ʃi.tʰəʔ.ləʔ]  |  |
| est vivant              | weqlaqhê                 | 活辣海（活着）       | [wəʔ.lɐʔ.he]                   |  |
| beaucoup                | ciokue /ziachî           | 交关/ 邪气           |                                |  |
| très mauvais            | ciokue wâ / ziachî wâ)   | 交关坏 / 邪气坏      |                                |  |
| dedans                  | lîxiân                   | 里向                 | [ɺi.ʃiã]                       |  |
| dehors                  | ngâdoe                   | 外头                 |                                |  |